# 珠海公交207路线
珠海公交207路线，是中华人民共和国广东省珠海市的一条公共汽车路线，往来拱北口岸总站及珠海机场。

## 线路简介
- 珠海公交207路线由珠海公交巴士有限公司（原珠海市公共汽车公司）前山分公司、金湾分公司联合营运，是珠海市區往返金灣區及珠海機場之間的重要線路。[2]
- 该线路走向为拱北口岸总站-珠海机场，全线拥有20台车。前山分公司为8台珠海广通GTZ6129BEVB1型空调巴士，金湾分公司派车为12台珠海广通GTZ6129BEVB1型空调巴士。
- 双向单程行驶时间均为90分钟。
- 服务时间：拱北口岸总站开出：早上06:10至晚上21:40；珠海机场开出：早上06:00至晚上21:15。
- 班次间隔：10.4分钟。
- 每日发班：160班。

## 历史
- 207路線於1997年由珠海市公共汽车公司開通，線路走向為“香洲—吉大—涼粉橋—南屏—三灶—珠海機場”，以大站快車方式運行。[3]全线采用滁州扬子YZL6730C型中巴，采用无人售票递减式分段收费，票价为￥2.0-￥6.0。[3][2]
- 2002年，全線票價提升為￥7.0。
- 2005年，珠海公汽上调票价，全線票價调整为￥2.5-￥7.5，同时启动普通卡、学生卡乘车优惠。
- 2007年3月18日，該線路全部配車更換为厦门金龙XMQ6840GE型中巴。[4]
- 2008年11月，本線路由原無人售票遞減式收費改為有人售票階梯制收費。同時本線路作出調整，首末站改由“拱北”總站（即茂盛圍粵海國際花園旁）始發，不再停靠“香洲—銀都”區間的站點，票价不變。[5]
- 2010年，因廣珠城軌珠海段全線動工，受此影響，本線路“拱北”總站遷移至昌盛路歧關大酒店對面拱北口岸地下通道前100米的臨時總站始發。同年年底部分班次延伸至粵海國際花園。
- 2011年6月28日，珠海公交对旗下所有巴士线路票价进行调整，该线路票价调整为￥2.0-￥6.0。
- 2012年1月，该线路前山分公司派车更换为珠海广通GTQ6117N4GJ5型空调巴士。
- 2012年11月，该线路金湾分公司派车更换为珠海广通GTQ6117N4GJ5型空调巴士。
- 2013年1月，廣珠城軌全線通車，城軌珠海站總站啟用，207路線改由“城軌珠海站”始發。[6]
- 2013年5月10日，为进一步满足跨区长线乘客出行需求，改善高峰期车厢拥挤现象，本線路增投2台营运车辆，行车间隔由11.4分钟缩短至10.4分钟，延长两首末站的服务时间，“城轨珠海站”头班由6:15提前至6:10，尾班由21:15延迟至21:40；“珠海机场”尾班由20:55延迟至21:15发车。[7]
- 2013年6月1日，本线路最高票价由￥6.0調整為￥5.0。
- 2014年1月15日，为缓解拱北万家站台交通压力，本线路调整至“拱北口岸总站”始发，不再经停“城轨珠海站”、“拱北口岸”、“水湾路南”等站点。[8]
- 2014年5月15日，本线路实施拱北万家到拱北口岸总站免费换乘服务，同时本线路往“珠海機場”方向不再停靠“拱北万家”站。[9]

## 重大事故
- 2014年6月7日，該線路車號為粤C21190的巴士正在“珠海大桥东”站停靠，隨後車號為粤C18370的602A路巴士撞上了該線路的车尾，造成20余人受伤。[10]